# ماري فوي
ماري فوي (بالإنجليزية: Mary Foy)‏ هي أمينة مكتبة أمريكية، ولدت في 13 يوليو 1862، وتوفيت في 21 فبراير 1962.